# ماثيو جورمان
ماثيو جورمان (بالإنجليزية: Matthew Jurman)‏ (و. 1989  م) هو لاعب كرة قدم، من أستراليا، ولد في ولونجونج، شارك في كأس العالم لكرة القدم 2018، يلعب كمُدَافِع لعب سابقاً في نادي الاتحاد السعودي .

## روابط خارجية
- ماثيو جورمان على موقع الاتحاد الدولي (مؤرشف)  (الإنجليزية)
- ماثيو جورمان على موقع دوري كوريا الجنوبية (الإنجليزية)
- ماثيو جورمان على موقع قاعدة بيانات كرة القدم.إي يو (الإنجليزية)
- ماثيو جورمان على موقع ناشيونال فوتبول تيمز (الإنجليزية)
- ماثيو جورمان على موقع Soccerway.com (الإنجليزية)
- ماثيو جورمان على موقع عالم كرة القدم.نت (الإنجليزية)